# Лупара (Кампобасо)
Лупара (итал. Lupara) је насеље у Италији у округу Кампобасо, региону Молизе.
Према процени из 2011. у насељу је живело 503 становника. Насеље се налази на надморској висини од 505 м.

## Становништво
| 1936. | 1951. | 1961. | 1971. | 1981. | 1991. | 2001. | 2011. |
| ----- | ----- | ----- | ----- | ----- | ----- | ----- | ----- |
| 1.921 | 1.959 | 1.598 | 1.082 | 900   | 792   | 651   | 538   |